# Castle Freak
Castle Freak è un film del 1995 diretto da Stuart Gordon. Il film risulta una trasposizione de L'estraneo e I ratti nei muri di Howard Phillips Lovecraft.

## Trama
Una donna molto anziana prepara del cibo e scende nelle segrete del suo castello. Qui, dopo aver fustigato un uomo deforme e inerme, gli lascia il cibo e va via, tuttavia muore poco dopo per un attacco cardiaco. Dopo alcuni giorni, una famiglia americana che ha appena ereditato il castello accorre per visionare il nuovo possedimento, con l'intenzione di rivenderlo il prima possibile. I tre sono John, ex alcolista che ha provocato un incidente costato la vita a suo figlio e la vista a sua figlia, Susan, donna profondamente arrabbiata col marito che da allora si rifiuta di condividere la sua camera con lui, e Rebecca, ragazza rimasta appunto cieca nell'incidente. Vengono accolti dall'Avvocato Giannetti e da sua sorella Agnese, assunta in qualità di domestica del castello.
Dopo essere stato svegliato dal pianto di un bambino, John scopre una cantina molto ricca di vini ma si taglia accidentalmente con una bottiglia. Ha quindi modo di incontrare Agnese, che gli rivela un oscuro segreto del castello: la morte dell'unico figlio della duchessa, Giorgio, quando aveva soli 5 anni, appena dopo che i due erano stati abbandonati dal padre. Il decesso avvenne in condizioni non chiare e senza testimoni, inoltre da allora la duchessa non ha più voluto vedere nessuno. Il giorno dopo, John si fa aiutare da Rebecca a catalogare alcuni oggetti presenti in casa: mentre l'uomo è distratto da alcune foto, la ragazza segue un gatto che la conduce nelle segrete del castello: qui è in realtà imprigionato Giorgio, tuttavia Rebecca non vedendo non può accorgersene. Dopo che la ragazza torna in superficie, Giorgio cattura il gatto, lo mangia e riesce a liberarsi dalla cella.
La presenza di Giorgio inizia a lasciare inquietanti segni come uno specchio rotto; l'uomo entra inoltre in camera di Rebecca, che pur non potendolo vedere si accorge della sua presenza e la segnala ai genitori. Dopo un'iniziale riluttanza, John le crede e chiede l'intervento della polizia, tuttavia il commissario Forte si rifiuta di impegnare uomini per le numerose stanze del castello. Dopo ulteriori litigi fra John e Susan, l'uomo esce di casa e si rifugia in un bar, dove si ubriaca. Qui viene approcciato da una prostituta chiamata Ramona: il commissario Forte cerca di impedire l'interazione, tuttavia John finisce con portare la donna presso la cantina del castello. Dopo aver bevuto insieme, la donna pretende denaro anche senza aver consumato un rapporto: prima di lasciare il castello, viene tuttavia imprigionata da Giorgio, che dopo una colluttazione finisce per ucciderla.
I poliziotti vogliono perquisire il castello ma, in assenza di mandato, John glielo impedisce: in questo modo Susan scopre quanto accaduto la sera prima. John parla con l'avvocato Giannetti, scoprendo che Forte è il padre dell'unico figlio di Ramona, ma anche di fatti terribili sul suo passato: il padre di John è lo stesso ex marito della duchessa, che è poi scappato con la sorella minore di quest'ultima (la madre di John). Durante l'incontro Agnese, che nel frattempo ha trovato la borsa di Ramona, viene uccisa da Giorgio. Tornato a casa, John scopre che sua moglie e sua figlia stanno partendo: le due vengono fermate dalla polizia che, dopo aver ottenuto in mandato di perquisizione, rinviene sia la borsa che il cadavere di Ramona. John riesuma la tomba di Giorgio e rivela a tutti che è vuota: ciononostante, la sua teoria circa la presenza di quest'ultimo nel castello non viene creduta e lui viene arrestato.
Mentre viene interrogato da Forte, John chiede più volte che la sua famiglia venga prelevata dal castello, senza ottenere tuttavia alcun successo e facendo anzi arrabbiare molto Forte, che finisce per manganellarlo. Nel frattempo, dopo che Rebecca ha fatto capire a sua madre quanto soffra per via della situazione che si è creata fra i due genitori, le due donne vengono attaccate da Giorgio. L'uomo riesce a rapire Rebecca, che viene tuttavia subito liberata da Susan. In quel momento, approfittando del trambusto creatosi in commissariato, John evade e raggiunge il castello, affrontando dunque Giorgio un attimo prima che quest'ultimo riesca a fare del male a Susan e Rebecca. I due uomini lottano e finiscono per cadere entrambi da una torre del castello, morendo: Susan riesce tuttavia a dire a John di averlo perdonato e di amarlo. I funerali vengono celebrati il giorno successivo.

## Produzione
L'idea iniziale per il film nasce da un poster notato dal regista nello studio del produttore Charles Band: tale poster portava il titolo di Castle Freak e raffigurava un uomo deforme frustato da una donna, tuttavia non era associato ad alcuna sceneggiatura. Interessato a sviluppare l'idea, Gordon incaricò di tale compito lo sceneggiatore Dennis Paoli, già suo collaboratore in passato, che creò una storia che attingeva largamente alle opere di H.P. Lovecraft. Il film fu girato nel giugno 1994 in un castello di proprietà di Charles Band, in Italia.

## Distribuzione
Dopo iniziali difficoltà dovute a problemi economici della casa di produzione, film fu reso disponibile a partire dal novembre 1995. Nel 1997, Castle Freak è stato distribuito per la prima volta su DVD, mentre nel 2013 è stato distribuito per la prima volta su Blu-Ray.

## Accoglienza
Sull'aggregatore Rotten Tomatoes il film riceve il 57% delle recensioni professionali positive con un voto medio di 5,1 su 10 basato su 7 critiche.